# Машина логічного навчання
Машина логічного навчання (МЛН, англ. Logic learning machine, LLM) — це метод машинного навчання, заснований на генерації зрозумілих правил. МЛН є ефективною реалізацією парадигми Комутаційної Нейронної Мережі (КНМ), розробленої Марко Муселлі, старшим науковим співробітником Італійської національної дослідницької ради CNR-IEIIT у Генуї.
МЛН працює у різноманітних секторах, включаючи медицину (класифікація ортопедичних пацієнтів, аналіз мікроматриць ДНК і системи підтримки клінічних рішень), фінансові послуги та управління ланцюгом поставок.

## Історія
Підхід Комутаційної Нейронної Мережі був розроблений у 1990-х роках для подолання недоліків найбільш поширених методів машинного навчання. Зокрема, методи чорного ящика, такі як багатошаровий персептрон і машина опорних векторів, мали хорошу точність, але не могли забезпечити глибоке розуміння досліджуваного явища. З іншого боку, дерева рішень могли описати явище, але часто їм бракувало точності. КНМ використовували алгебру логіки для побудови наборів зрозумілих правил, здатних отримати дуже хорошу продуктивність. У 2014 році була розроблена ефективна версія КНМ та реалізована в пакеті Rulex під назвою Машина логічного навчання. Також була розроблена версія МЛН, присвячена проблемам регресії.

## Типи
Відповідно до типу виводу розроблено різні версії машин логічного навчання:
- ЛМН для класифікації, коли результатом є категоріальна змінна, яка може приймати значення в скінченному наборі
- ЛМН для регресії, коли результатом є ціле чи дійсне число.